# Kolektivní vina

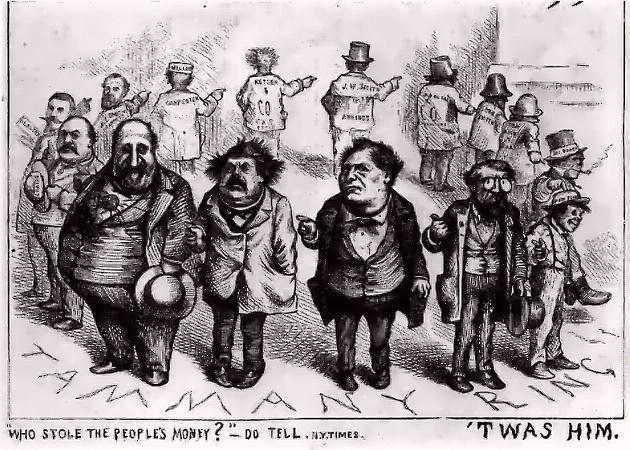
Katikatura „Tweedova gangu“ (New York Times, 19. srpna 1871). „Řekněte mi, kdo ukradl lidem peníze?“ „To on!“ (a všichni na sebe navzájem ukazují prstem)

Kolektivní vina je předpoklad, že odpovědnost za činy společenství nesou všichni jeho členové. Kolektivní vina bývá běžně uplatňována především ve válce, v armádě, škole, v kolektivech, které se skládají z menších celků. Na základě kolektivní viny jsou snadno perzekvovány a kriminalizovány celé skupiny osob.
Kolektivní odpovědnost vzniká na základě toho, že se jednotlivci jako celek společně na něčem podílí. Nicméně jde mnohdy o zavádějící předpoklad a jediným důvodem ukládání kolektivních trestů je často jen přimět celek, aby nějak působil na jedince, kteří se mu mohou nějakým způsobem vymykat. V některých situacích je však použití kontraproduktivní, avšak někteří jedinci mohou skupinu ovlivňovat nebo si podřídit takovým způsobem, že ukládání kolektivního trestu vede k opačnému efektu a vede i k vydělení celé skupiny proti vyšší autoritě nebo jinému celku. Ale obvykle bývá tento způsob trestu technicky účinný, ačkoliv je morálně a psychologicky problematický.
Označování skupin jako zodpovědných za jednání jednotlivců je obvykle špatným zvykem. Nicméně někdy jsou skupiny stmelovány na základě právně a morálně závadného chování, závadných činů a ideologického přesvědčení, které je typické deformovanou logikou nebo silnou vírou. V civilizovaných společnostech by měl princip viny být uplatňován vždy pouze na konkrétní osobu. Označování celých národů za vinné nějakými činy a nabádání ke kolektivnímu trestu (Němec = nacista, Židi do plynu, mrtvý Indián - dobrý Indián, pověste komunisty) je tedy politický stereotyp používaný k manipulaci davu.
Při posuzování kolektivní viny (a případného kolektivního trestu) bývá zkoumána míra kolektivní odpovědnosti. Kolektivní odpovědnost vzniká na základě toho, že se společně na něčem podílíme. Každý občan státu (ale i člen politické strany, církve, spolku apod.) se nějakým způsobem podílí na jeho existenci.
Moderní trestní právo je založeno na individuální odpovědnosti. V minulosti byl princip kolektivní viny uplatňován v daleko větší míře než v současnosti. To však neznamená, že v dnešní době zcela vymizel. Stále se objevují pokusy obvinit skupinu obyvatel za konání její části (např. teze: „Arabové jsou zodpovědní za teroristické útoky,“ „Srbové jsou zodpovědní za problém v Kosově,“ „Všichni Židé jsou zodpovědní za politiku Státu Izrael,“ apod.). Přitom uplatňování principu kolektivní viny bylo a stále je podřízeno „vyšším cílům,“ kterým je např. udělení exemplárního trestu z toho důvodu, aby se nepřípustné jednání znovu neopakovalo, či zajištění bezpečnosti v určité oblasti.[zdroj?]

## Kolektivní vina v Německu
V politickém žargonu německé pravice se „kolektivní vina“ stala politickým označením pro tvrzení o kolektivní vině Němců za zločiny nacionálního socialismu.
Dle Karla Jasperse, jenž rozebírá vinu za válku v knize Otázka viny, nese německý národ jako celek politickou odpovědnost, ne však kriminální vinu.